# 東田停留場
東田停留場（日语：／ Azumada teiryūjō */?）是一個位於愛知縣豐橋市東田町，屬於豐橋鐵道東田本線的停留場（電停）。

## 相鄰車站
豐橋鐵道
東田本線
東田坂上（9）－東田（10）－競輪場前（11）